# MAG (jeu vidéo)
 (décembre 2018).
Si vous disposez d'ouvrages ou d'articles de référence ou si vous connaissez des sites web de qualité traitant du thème abordé ici, merci de compléter l'article en donnant les références utiles à sa vérifiabilité et en les liant à la section « Notes et références ».
MAG (pour Massive Action Game) est un jeu vidéo de tir à la première personne en ligne massivement multijoueur développé par Zipper Interactive et édité par Sony Computer Entertainment, sorti en 2010 exclusivement sur PlayStation 3. La principale particularité du jeu est qu'il peut accueillir jusqu'à 256 joueurs dans une seule partie.
Sony a annoncé la fermeture, le 28 janvier 2014, des serveurs de jeu de MAG.

## Trame

### Contexte
MAG prend place dans un univers d'anticipation. L'action se déroule donc sur Terre dans un futur proche, plus précisément en 2025.
Au cours des premières décennies du XXIe siècle, l'humanité est en proie à de graves crises économiques et politiques, appuyées principalement par la dévaluation des monnaies et le manque d'or noir. L'escalade de la violence plonge le monde dans une Troisième Guerre mondiale et rapidement les pertes humaines et matérielles sont catastrophiques, les finances coulent dans le budget en armement à un tel point que l'annihilation nucléaire semble la dernière solution à un conflit futile. Rapidement, la population planétaire, avec l'appui des médias, se soulève et fait pression sur les gouvernements. Peu après, les discussions sont mises à la table et aboutissent à la signature d'un pacte durable entre les nations contraintes à l'union : le « Traité Millenium ».
Les états, privés de leurs pouvoirs militaires, mais non moins convaincus de déposer les armes, alimentent les sociétés militaires privées (SMP) pour défendre leurs intérêts, tout en préservant leur image aux yeux des citoyens. L'histoire plonge dans une nouvelle période de combats : la « Guerre de l'Ombre ». Chaque SMP regroupe des cohortes de mercenaires plus ou moins recommandables, recrutés plus moins spécifiquement. Face à la concurrence, les différentes factions émergentes n'ont de cesse de s'entretuer pour décrocher de meilleurs contrats ; sous la façade humanitaire de ces missions se déroulent de vrais affrontements où seules les troupes les plus féroces et les généraux les plus brillants s'imposent. La Guerre de l'Ombre oppose les trois factions les plus riches, et donc les plus influentes, dans un conflit permanent au service des gouvernements.

### Les sociétés militaires privées
Le joueur, avant de créer son personnage, doit choisir à quelle société il doit appartenir pour combattre dans le jeu. Il peut la choisir librement sans restriction, selon ses goûts. Cependant, une fois choisie, il ne peut plus en changer avant d'avoir atteint un certain niveau.

#### Raven
La compagnie Raven est basée en Europe, à Vienne (Autriche). Elle se distingue par un équipement de haute technologie et une force ultra spécialisée et coordonnée, regroupant des soldats de métier. Leur symbole est un blason frappé pour moitié d'un corbeau et de l'autre du R de Raven (corbeau en anglais). Quant aux soldats, ils sont vêtus de combinaisons de combat gris-noir. Les véhicules sont quant à eux massifs et sobres, bardés de senseurs. Leur armement, inspiré d'armes modernes, arbore des lignes épurées et un design d'avant-garde.

#### S.V.E.R.
Les S.V.E.R (acronyme de Seryi Volk Executive Response) sont établis à Grozny en Tchétchénie. Ils sont réputés comme doués d'un caractère féroce et sans scrupule, penchant parfois vers l'insubordination. Leurs chefs sont d'ailleurs des seigneurs de guerre s'étant taillé leur place au commandement. Les mercenaires de la société sont généralement employés au sein de la population du tiers-monde, ne tenant pas compte du passé ou de la qualité morale des conscrits. La compagnie arbore la tête de loup, surmontée de l'étoile rouge, rappelant ses origines du bloc soviétique (« Seryi Volk » voulant dire « loup gris » en russe). La tactique de S.V.E.R. s'appuie sur une guérilla majeure et des missions d'infiltration, appuyées parfois par des contingents blindés de l'époque soviétique. Quant à leur équipement, il est essentiellement composé de dérivés d'armes russes usées, de treillis dépareillés, de gilets pare-balles bon marché et divers articles civils.

#### Valor
Valor est une SMP créée par des anciens cadres de l'armée américaine ayant leur QG en Alaska. Formé majoritairement d'anciens militaires américains, britanniques, canadiens et mexicains, c'est une armée qu'on pourrait qualifier de conventionnelle. Les hommes de Valor se caractérisent par un sens du devoir et un code d'honneur issue de leurs origines de militaires de carrière. Ils disposent d'un équipement classique avec des treillis kaki et des armes tout droit sorties des stocks de l'armée comme le fusil d'assaut M4A1.

## Accueil
- Jeuxvideo.com : 16/20[1]